# Helen Deutsch
Helen Deutsch (* 21. März 1906 in Manhattan, New York City; † 15. März 1992 ebenda) war eine US-amerikanische Journalistin, Liedtexterin und Drehbuchautorin.

## Leben
Nach ihrem Bachelor-Abschluss am Barnard College in Manhattan begann Helen Deutsch ihre berufliche Laufbahn als Managerin der Theatertruppe The Provincetown Players. Daraufhin schrieb sie Theaterrezensionen für die New York Tribune und die New York Times. Während der 1930er Jahre arbeitete sie auch am Broadway in der Presseabteilung der New Yorker Theater Guild. Sie schrieb zudem mehr als 20 Kurzgeschichten für Zeitschriften und mehrere Bühnenstücke.
Im Jahr 1944 ging sie nach Hollywood, wo sie ihre ersten Drehbücher für MGM schrieb. Auf ihr erstes Drehbuch für Fred Zinnemanns Filmdrama Das siebte Kreuz (1944), einer Literaturverfilmung mit Spencer Tracy basierend auf Anna Seghers’ gleichnamigem Roman, folgte der Familienfilm Kleines Mädchen, großes Herz (1944), der Elizabeth Taylor zum Star machte. Als Autorin beim Film bewies Deutsch eine große Bandbreite. Neben Kriegsfilmen und Melodramen schrieb sie für Filmmusicals und Abenteuerfilme, wie König Salomons Diamanten (1950), und adaptierte etwa Prosper Mérimées Novelle Carmen für die Leinwandversion Liebesnächte in Sevilla (1948) mit Rita Hayworth und Glenn Ford.
Für ihr Drehbuch zum Filmmusical Lili (1953), für das sie auch den Song Hi-Lili, Hi-Lo textete, erhielt Deutsch unter anderem den Golden Globe und eine Oscar-Nominierung. 1961 erhielt sie auch eine Nominierung für den Tony Award in der Kategorie Bestes Musicallibretto für das Musical Carnival!, das auf ihrem Drehbuch für Lili basierte.
Zu ihren Werken zählt auch das Gedicht The White Magnolia Tree, das sich seit einer Fernsehrezitation von Helen Hayes im Jahr 1957 in den Vereinigten Staaten fortwährend großer Beliebtheit erfreute. Ihr letztes Drehbuch schrieb sie für Mark Robsons Das Tal der Puppen (1967) basierend auf Jacqueline Susanns gleichnamigem Roman.
Helen Deutsch starb 1992 sechs Tage vor ihrem 86. Geburtstag in ihrem Zuhause in Manhattan.

## Filmografie (Auswahl)
- 1944: Das siebte Kreuz (The Seventh Cross)
- 1944: Kleines Mädchen, großes Herz (National Velvet)
- 1947: Goldene Ohrringe (Golden Earrings)
- 1948: Liebesnächte in Sevilla (The Loves of Carmen)
- 1949: Unerschütterliche Liebe (Shockproof)
- 1950: König Salomons Diamanten (King Solomon’s Mines)
- 1950: Kim – Geheimdienst in Indien (Rudyard Kipling’s Kim)
- 1951: It’s a Big Country
- 1952: Schiff ohne Heimat (Plymouth Adventure)
- 1953: Lili
- 1954: Flame and the Flesh
- 1955: Der gläserne Pantoffel (The Glass Slipper)
- 1955: Und morgen werd’ ich weinen (I’ll Cry Tomorrow)
- 1956: Mein Engel und Ich (Forever, Darling)
- 1964: Goldgräber-Molly (The Unsinkable Molly Brown)
- 1967: Das Tal der Puppen (Valley of the Dolls)

## Auszeichnungen
- 1954: Nominierung für den Oscar in der Kategorie Bestes Drehbuch für Lili
- 1954: Golden Globe in der Kategorie Bestes Drehbuch für Lili
- 1954: Writers Guild of America Award für Lili
- 1965: Nominierung für den Writers Guild of America Award für Goldgräber-Molly
- 1962: Nominierung für den Tony Award in der Kategorie Bestes Musicallibretto für Carnival!